# فاتشي
فاتشي (بالروسية: Вачи) هي مدينة في جمهورية داغستان في روسيا. ويبلغ عدد سكانها حوالي 696 نسمة.